# 朱亮祖
朱 亮祖（しゅ りょうそ、生年不詳 - 洪武13年9月3日（1380年10月1日））は、元末明初の軍人。本貫は廬州六安県。

## 生涯
元の義兵元帥となった。至正17年（1357年）、朱元璋が寧国を攻略すると、亮祖は捕らえられた。その勇敢さを喜ばれて、金幣を賜り、旧官のまま任用された。数カ月後に離反して元に復帰し、朱元璋の兵を破って6000人あまりを捕らえ、宣城に拠った。朱元璋は徐達らを派遣して宣城を包囲したが、亮祖は包囲を突破するべく奮戦し、常遇春を負傷させたため、諸将は正面から亮祖と戦おうとはしなくなった。朱元璋は自ら赴いて督戦し、亮祖を捕らえると、縛り上げて面会した。朱元璋が「おまえはどうしたいか」と問うと、亮祖は「生きるなら力を尽くし、死ぬなら死ぬだけだ」と答えた。朱元璋はその勇ましさに感心してかれを釈放した。亮祖は朱元璋の下で功を重ねて枢密院判に任じられた。
陳友諒に対する作戦に参加して南昌・九江を下し、鄱陽湖の戦いに参戦し、武昌を攻略した。広信衛指揮使に進んだ。李文忠が李伯昇を新城で撃破すると、亮祖は勝利に乗じてその陣営数十を焼き討ちし、同僉元帥ら600人あまり、軍士3000人・馬800匹を捕らえた。李伯昇はわずか数騎で遁走した。至正25年（1365年）、亮祖は胡深と合流して陳友定を攻め、鉛山から浦城を奪取し、崇安・建陽を攻略した。桐廬を攻撃し、余杭を包囲した。浙江行省参政に転じ、李文忠を補佐して杭州を守った。至正27年（1367年）、水陸両軍数万の兵を率いて方国瑛を討った。天台を下し、台州に進攻した。方国瑛が逃走すると、亮祖は黄巌まで追撃して、その守将の哈児魯を降し、台州府の諸県をめぐって仙居県などを下した。兵を温州に進めた。方明善が抗戦したため、亮祖はこれを撃破し、温州を攻略した。温州府の諸県をめぐって瑞安県を下し、方明善を盤嶼で撃破し、楚門まで追撃した。方国瑛と方明善は亮祖の軍営を訪れて降った。
洪武元年（1368年）、亮祖は廖永忠の副将として海上から広東を攻略した。何真を降し、広東を平定した。さらに進軍して広西に向かい、梧州を攻略した。元の尚書の普賢帖木児を戦死させ、鬱林州・潯州・貴州を平定した。楊璟の軍と合流して、靖江を攻め落とした。廖永忠とともに南寧・象州を攻略し、広西を平定した。南京に凱旋すると、太子朱標が百官を率いて亮祖を龍湾で出迎えてねぎらった。洪武3年（1370年）、亮祖は永嘉侯に封じられ、世券を与えられた。
洪武4年（1371年）、夏を攻撃した。征虜右副将軍となり、成都に進軍したが、明昇はすでに降伏していた。亮祖は帰順していない州県を巡って下した。南京に凱旋したが、軍校を勝手に殺したとして、褒賞に預らなかった。洪武8年（1375年）、傅友徳とともに北平に駐屯した。南京に召還されると、李善長とともに屯田を監督管理することになり、海路をとって巡察した。洪武12年（1379年）、広東に出向して駐屯した。
亮祖は勇敢でよく戦ったが、学問を知らず、不法のことが多かった。番禺知県の道同が亮祖の不法を奏聞した。亮祖は道同を誣告する上奏をして、道同を処刑させた。洪武帝はこの経緯を知ると、翌洪武13年（1380年）9月に亮祖を召し出した。亮祖は子の朱暹とともに鞭打たれて死んだ。侯の礼で葬られた。洪武23年（1390年）、生前に遡って胡惟庸の党とされた。

## 子女
- 朱暹（府軍衛指揮使、父とともに刑死した）
- 朱昱（次男、1390年に胡惟庸の獄にかかって処刑された）